# Тим Недов
Тим Недов фр. Tim Nedow (Броквил 16. октобар 1990) је канадски атлетичар, специјалиста у бацању кугле и диска.

## Спортска биографија
Петоструки је канадски првак од чега три у бацању диска 2011, 2013 и 2014, и два пута у бацању кугле 2013. и 2014.
Освојио је бронзану медаљу на Играма Комонвелта у Глазгову 2014., испред О'Дејна Ричардса и Тома Волша.
Дана 19. марта 2016. Недов је завршио као 7 на Светско првенство у дворани 2016. у Портланду  резултатом од 20,23 м.<ref>Резултати бацања кугле за мушкарце на СП 2016.<ref>

## Значајнији резултати
| Год.  | Такмичење                   | Место                         | Пласман | Резултат | Детаљи |
| ----- | --------------------------- | ----------------------------- | ------- | -------- | ------ |
| 2013. | Франкофонске игре           | Ница, Француска               | 3       | 1,85 м   |        |
| 2014. | Игре Комонвелта             | Глазгов, Уједињено Краљевство | = 3.    | 20,59 м  |        |
| 2015  | Панамеричке игре            | Торонто, Канада               | 2.      | 20,53    |        |
| 2016. | Светско првенство у дворани | Портланд, САД                 | 7.      | 20,23 м  |        |
| 2017. | Светско првенство           | Лондон, Уједињено Краљевство  | 16.     | 20,08 м  |        |

## Лични рекорди
| Дисциплина   | Дисциплина   | Резултатз | Место             | Датум             |
| ------------ | ------------ | --------- | ----------------- | ----------------- |
| Бацање кугле | на отвореном | 20,98 м   | Ла Јола, САД      | 26. април 2014.   |
| Бацање кугле | у дворани    | 21,33 м   | Стокхолм, Шведска | 17. фебруар 2016. |
| Бацање диска | на отвореном | 61,49 м   | Торонто Канада    | 23. јул 2015.     |